# Alexeter pubescens
Alexeter pubescens är en stekelart som först beskrevs av Holmgren 1857.  Alexeter pubescens ingår i släktet Alexeter, och familjen brokparasitsteklar. Arten är reproducerande i Sverige.